# Bagʻdod
Bagʻdod (ros. Багдад) – osiedle typu miejskiego w środkowej części wilajetu fergańskiego w Uzbekistanie. Siedziba tumanu Bagʻdod. Według spisu ludności z 2000 roku osiedle zamieszkuje 12800 osób. Miejscowość została założona pod koniec XIX wieku, w 1979 roku uzyskała status osiedla typu miejskiego.
Gospodarka osiedla opiera się na rolnictwie (głównie uprawa i przetwórstwo bawełny) oraz na mniejszych przedsiębiorstwach zajmujących się produkcją mebli, obuwia oraz produktów spożywczych.
W mieście znajduje się stacja kolejowa Furkat położona na linii Kokand – Margʻilon.